# Geoffrey Geuens
Geoffrey Guens est un universitaire et essayiste belge. 

## Formation et enseignement
Diplômé en Information et Communication (Université de Liège), Geoffrey Geuens est titulaire d’un doctorat en Philosophie et Lettres (orientation Information et Communication), avec une thèse défendue en 2007 à l’ULg. Chargé de cours au Département des Arts et Sciences de la Communication, il y assure notamment des enseignements relatifs à la socio-économie des industries de la communication et à la théorie critique des nouveaux médias et des TIC. 
En 2011, il a publié, coup sur coup, deux ouvrages : La finance imaginaire. Anatomie du capitalisme: des "marchés financiers" à l'oligarchie (Aden) et Les vieilles élites de la nouvelle économie. Un portrait collectif des dirigeants de la "révolution numérique" aux États-Unis et en Europe (Presses universitaires de France).

## Champs de travail
Les travaux de Geoffrey Geuens traitent de la question des relations entre information, pouvoir et société, et ce en évitant tant les limites imparties à une définition purement instrumentaliste des choses que l’écueil d’une vision scolastique de cette problématique. Pour ce faire, la démarche adoptée consiste, dans un premier temps, à déterminer les principaux clichés et lieux communs associés à la société de l’information, la révolution numérique et la nouvelle économie ; et, dans un second temps, à confronter – sur base d’une double approche empirique – ces formes figées à la réalité dont elles prétendent être le reflet.
À l’analyse des structures financières et dirigeantes des géants européens et américains du multimédia (presse écrite, audiovisuel, cinéma, musique, publicité, Net) et des TIC (hardware, software, télécoms, électronique, sécurité) vient ainsi s’articuler une étude sociographique de leurs principaux responsables et de leurs interactions sur la scène sociale considérée.
À côté des recherches dans le domaine de la socio-économie des médias et des TIC, Geuens s’est également spécialisé dans l’analyse du discours social et médiatique, ainsi qu’en témoignent plusieurs publications consacrées, tantôt, aux clichés, stéréotypes et lieux communs véhiculés par la presse dans sa relation des mouvements sociaux et des questions socio-économiques ; tantôt, aux relations d’interdépendance croissante entre médias, pouvoirs publics et industrie privée de l’expertise. Dans ce cadre, une attention particulière est portée à la question des think tanks, en tant que foyers de production d’assertions formatées auquel s’alimente, assez largement, le discours journalistique.
Des discours aux structures et des structures aux agents qui les incarnent, tel est donc le programme de recherches auquel Geuens s’attelle, depuis plusieurs années déjà, prolongeant, en ce sens, des travaux devenus classiques dans le domaine de l’économie politique des mass-médias (Herbert Schiller, Armand Mattelart), de la sociographie francophone (Michel Pinçon et Monique Pinçon-Charlot) comme anglo-saxonne des réseaux d’affaires (M. Schwartz, B. Mintz, M. Useem) ou encore de l’analyse de la doxa (Marc Angenot, Louis Pinto).

## Publication

### Ouvrages
- Les vieilles élites de la nouvelle économie. Un portrait collectif des dirigeants de la "révolution numérique" aux États-Unis et en Europe, Presses universitaires de France, 2011.
- La finance imaginaire, Anatomie du capitalisme : des «marchés financiers» à l'oligarchie, Éditions Aden, 2011.
- Tous pouvoirs confondus : État, capital et médias à l'ère de la mondialisation, EPO (mars 15, 2003), 470 pages,  (ISBN 2-87262-193-8).
- L'information sous contrôle. Médias et pouvoir économique en Belgique, éditions Labor/Espace de Libertés, 2002, 94 pages,  (ISBN 2-93000-143-7).

### Articles
- Les articles de Geoffrey Geuens sur jolimai.org
- Les marchés financiers ont un visage sur le monde diplomatique (2012)